# Lê Thị Lựu
Dans ce nom vietnamien, le nom de famille, Lê, précède le nom personnel Thị Lựu.
Lê Thị Lựu est une peintre vietnamienne, née en 1911 et morte en 1988. Elle est une des rares étudiantes notables de l'École des beaux-arts de l'Indochine fondée par Victor Tardieu. Avec Mai Trung Thứ, Lê Phổ et Vũ Cao Đàm, elle fait partie des quatre artistes vietnamiens qui émigrent en France dans les années 1930 pour faire carrière à Paris.
Elle est un temps professeure à l'école Bưởi, où elle compte parmi ses élèves Phan Kế An, devenu plus tard un peintre notable.